# Алаис Фабрегес, Исидро де
Исидро де Алаис Фабрегес (исп. Isidro de Alaix Fábregues; 11 октября 1789, Сеута — 17 октября 1853, Мадрид) — испанский военный и государственный деятель. Вице-король Наварры в 1837—1838 годах. Министр обороны Испании с 1838 по 1839 год.

## Биография
Исидро де Алаис родился в Сеуте, в бедной семье. В возрасте шестнадцати лет он поступил в армию. В 1807 году отправился в Данию, в составе Северной дивизии, под командованием Педро Романа. Узнав о жестоком подавлении восстания в Мадриде, Исидро вместе с большей частью войск предпочёл вернуться в Испанию. После возвращения на родину, он принял участие в боях против французов на территории провинции Бискайя. 1 января 1809 года при отступлении из Асторги, Исидро был взят в плен, но через месяц ему удалось сбежать и присоединиться к союзникам. В течение следующих двух лет он входил в группу войск, которая сотрудничала с англичанами на испано-португальской границе. Несмотря на активную деятельность на полях сражений и два удачных побега из плена, к концу войны он дослужился лишь до звания сержанта.
После окончания конфликта, его батальон отправился в провинцию Кадис. Интегрированный в линейный полк Дона Карлоса и повышенный до младшего лейтенанта, он покинул Кадис и в апреле 1817 года прибыл в Лиму, для участия в военных операциях в Южной Америке. В конце того же года он присоединился к экспедиционной дивизии, отправившейся в Чили. В этой стране он участвовал в различных военных действиях и вновь попал в плен, в котором пробыл полтора года, пока не был обменян. После освобождения Исидро получил звание капитана и присоединился к войскам, действовавшим на юге Перу. 19 июня 1822 года ему был пожалован чин подполковника. В 1827 году он вернулся в Испанию. В марте 1829 года он был назначен секретарём в инспекцию корпуса береговой охраны. Первую карлистскую войну, Исидро встретил в звании бригадного генерала. Будучи начальником штаба дивизии «Гипускоа», он принял участие в битве при Ормайстеги, за что был награждён Орденом Святого Фердинанда. После этого он был назначен начальником штаба третьей дивизии Северной армии, вместе с которой, в сентябре 1836 он принял участие в битве при Вильярробледо. За успехи в боях на территории баскских провинций, он получил звание фельдмаршала и большой крест ордена Святого Фердинанда. После этого ему было поручено генерал-капитанство провинцией Алава. 20 сентября 1837 года Исидро де Алаис был назначен вице-королём Наварры. На этом посту он активно сотрудничал с Бальдомеро Эспартеро в различных военных операциях, где был тяжело ранен. Чуть позже, за участие в этих сражениях, он получил большой крест Ордена Изабеллы Католической.
9 октября 1838 года он был назначен министром обороны Испании. Через год Исидро покинул этот пост, и в декабре 1839 года получил звание генерал-лейтенанта. 16 августа 1847 года он был назначен пожизненным сенатором от провинции Малага. 9 октября 1847 года ему был пожалован титул графа Вергара. Он умер 17 октября 1853 года вдовцом и без потомков.